# Fantômas (banda)
Fantômas é um supergrupo de avant-garde metal formado em 1998 na Califórnia, EUA. O nome da banda vem do supervilão Fantômas, apresentado em uma série de romances policiais muito popular na França antes da Primeira Guerra Mundial e no cinema, principalmente na década de 60 em uma série de filmes franceses.
Embora no Brasil, nos anos 1980, tenha sido exibida uma série de anime chamada Fantômas: O Guerreiro da Justiça (Golden Bat, nos EUA), o nome da banda não foi inspirado neste personagem.

## História
Fantômas começou pouco antes do hiato do Faith No More. Mike Patton enviou algumas demos para o guitarrista Buzz Osborne (do The Melvins), o baixista Trevor Dunn (do Mr. Bungle) e o baterista Igor Cavalera (do Sepultura) com a intenção de formar um supergrupo. Por motivo de agenda, Cavalera recusou a oferta, mas recomendou alguém que julgou ser perfeito para o projeto: Dave Lombardo, do Slayer, que aceitou.
Em meados de 2005, a banda excursionou pela Europa com Terry Bozzio na bateria. Lombardo estava em turnê com o Slayer, mas voltou à banda para a data final da turnê em 15 de setembro de 2005.
Em maio de 2006, Patton revelou à revista Billboard que um quinto álbum está em planejamento. E disse que o próximo terá muito de música eletrônica. Requer um pouco de criatividade decidir como vai ser gravado e tocado, mas não haverá instrumentos acústicos. Preciso arranjar um tempo e voltar pra mesa de desenho para escrever novas músicas." Em novembro de 2008, a revista britânica de música alternativa Rock-A-Rolla, revelou que havia a possibilidade do álbum sair em junho de 2009, entretanto, na edição de maio de 2009 da mesma revista, uma entrevista com Greg Werckman, amigo de Patton, disse que Mike "sequer tinha começado" gravar o próximo disco do Fantômas.
Em 2014 Fantômas fez o primeiro shows em seis anos em um festival no Chile. Porém nada foi dito sobre o novo álbum.

## Estilo
O avant-garde metal é muito enraizado no Fantômas, mas suas músicas tocam em vários diferentes gêneros musicais, fazendo uso livre da Música Experimental e Noise. A música também é notada pelo seu absurdismo e senso de humor inconvencional; um crítico chamou o estilo de "dada-metal", uma referência à "anti-arte" do movimento dadaísta do início do século XX.
Patton raramente canta letras convencionais com o group, preferindo seu estilo bizarro de usar a voz como um instrumento ou scat.
Os temas dos álbuns:
- Fantômas baseado em livros de história em quadrinhos de ficção científica, e cada música tem o nome de uma página ("Page 1", "Page 2", etc.). A capa foi tirada do livro italiano, Diabolik.
- The Director's Cut são uma série de reinterpretações de trilhas sonoras de filmes. Algumas versões são muito leais à versão original (como lullaby do The Night of the Hunter), enquanto outras recebem um enfoque radical (como o tema de O Poderoso Chefão, que contém uma parte de metal extremo).
- Delìrium Còrdia é uma música estendida, que tem como conceito cirurgia sem anestesia.
- Suspended Animation é um álbum com sonoridade relacionada a desenhos animados, com cada faixa tendo um nome de um dia do mês de abril de 2005, a edição limitada era um calendário com desenhos da artista pop contemporânea japonesa Yoshitomo Nara.

## Músicas fora de álbuns
Fantômas gravou algumas músicas que não aparecem em seus álbuns:
- "Chariot Choogle" (1:51) – Um cover de T. Rex, do álbum tributo Great Jewish Music: Marc Bolan. Mike Patton gravou esse cover e atribuiu ao Fantômas.
- "Zemaraim" (3:36) – Uma versão da música que John Zorn tinha composto para sua banda, Masada, mas nunca gravou nem tocou. Para celebrar dez anos de Masada, John Zorn organizou o lançamento dum disco chamado The Unknown Masada; Fantômas contribuiu com essa. O arranjo é de Trevor Dunn, e é uma das únicas músicas do Fantômas que não foram compostas e arranjadas por Mike Patton.
- Where Is the Line (Fantômas Remix) (5:28) – Lançado como um Lado-B da Björk no disco "Where Is the Line".
- "Animali in calore surriscaldati con ipertermia genitale" (0:44) – Lançado no Fantômas / Melt-Banana split, pela Unhip Records, em 2005. A capa foi desenhada pelo artista italiano Igort.
- "SKETCHBOOK 1" -  São demos mal acabadas do disco Fantômas. Essas músicas vieram da mesma sessão de Chariot Choogle e foram muito usadas pelos membros da banda para aprender a tocar. Page 20, 16, 26, 9, 15, 2, 19, 25 e 7 foram lançadas no Sugar Daddy Live, um split com Melvins. Page 1-30 foi lançado em cassette como parte do Wunderkammer box set.

## Integrantes

### Atual formação
- Trevor Dunn -  baixo (1998-presente)
- Dave Lombardo -  bateria (1998-presente)
- Buzz Osborne -  guitarra (1998-presente)
- Mike Patton - vocais (1998-presente)

### Ex-membros
- Kevin Rutmanis -  baixo
- Dale Crover -  bateria
- Dave Stone -  guitarra
- Terry Bozzio -  bateria (ao vivo)

## Discografia
- 1999 - Fantômas
- 2001 - The Director's Cut
- 2002 - Millennium Monsterwork 2000
- 2004 - Delìrium Còrdia
- 2005 - Suspended Animation
- 2005 - Fantômas / Melt-Banana (Split 5" Vinyl / 3" CD with Melt-Banana)